# Batalla del Bagradas
La batalla del Bagradas (240 a. C. o 239 a. C.) constituyó la primera victoria importante de Cartago frente a los mercenarios rebelados en la guerra de los Mercenarios. Amílcar Barca, comandante del ejército cartaginés, demostró sus dotes de mando derrotando a una fuerza superior en número con un movimiento genial.

## Antecedentes
Los caminos de montaña que salían de Cartago habían sido tomados y fortificados por los rebeldes, al mando de Matón. La única ruta practicable para un gran ejército cruzaba el río Bagradas. Spendios, el otro general mercenario, había construido un campamento junto al puente, custodiando el paso. 
Amílcar conocía la geografía del terreno mejor que los extranjeros, pues había nacido en Cartago. Sabía que en verano, cuando soplaba el viento del desierto, la arena arrastrada por el mismo formaba un depósito de lodo que creaba una ruta vadeable en la desembocadura del río. Sin mencionar sus planes, abandonó la metrópoli al abrigo de la noche y cruzó por esa zona con su ejército.

## La batalla

Maniobras de la batalla. Amílcar está representado en rojo y el ejército rebelde en verde.

Al amanecer sorprendió tanto a los ciudadanos de Cartago como a los rebeldes. Cuando Spendios percibió el movimiento de Amílcar, abandonó el campamento junto al puente y atacó con 10 000 hombres. Un segundo ejército mercenario partió desde el sitio de Útica, en número de 15 000. En un hábil movimiento, Amílcar reorganizó su ejército, de modo que la caballería y los elefantes, que formaban la vanguardia, se retiraron por los extremos de la formación, mientras la falange, que se hallaba en la retaguardia, comenzaba a desplegar una línea compacta frente al enemigo.
Los rebeldes, pensando que el ejército cartaginés se batía en retirada, atacaron en desorden. El primer ejército, proveniente de Útica, chocó directamente contra las filas de la falange. La infantería ligera golpeó entonces, obligando a los rebeldes a batirse en retirada. El segundo contingente, comandado por Spendios, recibió a los suyos en retirada, y mientras reorganizaba sus líneas, la caballería y los elefantes de Amílcar destrozaron sus flancos.

## Consecuencias
La batalla representó la primera victoria importante de Cartago frente a los rebeldes, que abrió las rutas terrestres al paso de tropas y mercancías. 
Murieron 6000 rebeldes y otros 2000 cayeron prisioneros. El campamento junto al Bagradas fue desmantelado, y el sitio de Útica, acechado por Hannón, abandonado.